# Little Broken Hearts
Little Broken Hearts е петият пореден студиен албум на американската певица и авторка на песни Нора Джоунс. Той излиза на 25 април 2012 г. посредством Блу Ноут Рекърдс. Това е последният запис на Джоунс след The Fall (2009). Продуциран е от Брайън Бъртън, по-известен като Дейнджър Маус, който има работа с Блек Кийс, Нарлс Баркли и Бек зад гърба си. На 15 април целият албум се предлага за стрийминг по Ен Ер Джи.
Happy Pills е издаден като първи сингъл на 6 март 2012 г. и достига четиридесет и четвърто място в класацията Rock Songs на сп. Билборд, както и тринадесето в Adult Contemporary. Песента се слави с предимно позитивни рецензии и разказва историята на Джоунс, която се еманципира след романтична връзка и след като разбира, че се чувства по-добре сама. Вторият сингъл Miriam е издаден на 25 юли 2012 г. и се озовава на осемдесет и второ място в японския Хот 100.

## История
През 2009 г. Джоунс и Бъртън правят джем в студиото на Нарлс Баркли в Лос Анджелис, за да започнат работа над нов проект. Те прекарват пет дена през юни 2009 г. в работа по станалия по-късно пети солов албум на Джоунс. Сесиите се оказват плодотворни, но не доставят задоволство на музикантите. Те изкарват следващите две години в разработване на материал, всеки самостоятелно; тя завършва четвъртия си албум The Fall, както и нов албум с алтърнатив-кънтри състава Литъл Уилис, което се оказва For the Good Times. Бъртън стартира проект Broken Bells с Джеймс Мърсър, прекарва известно време с Ю Ту и работи над 13-ия си студиен албум, а също и продуцира седмия студиен албум El Camino на Блек Кийс. Двойката преди това е работила по албума от 2011 г. Rome, в който тя използва вокалите си – на Season's Trees, Black и Problem Queen. Скоро след завършека на проекта, двамата се отправят към студиото, с цел постигане на пети неин албум.